# Delicate Sound of Thunder
Albums live de Pink Floyd
Ummagumma
(1969) Pulse
(1994)
Delicate Sound of Thunder est un double album enregistré en public du groupe de rock progressif anglais Pink Floyd. Il est sorti le 22 novembre 1988 sur le label EMI en Europe et Columbia en Amérique du Nord et a été produit par David Gilmour. Ce double album a été remasterisé (audio pour le CD et audio/vidéo pour le Blu-Ray / DVD) en 2019 et commercialisé en CD et en Blu-Ray / DVD en 2020.

## Historique
Il est enregistré lors de cinq concert donnés au Nassau Coliseum de Long Island pendant la tournée mondiale de promotion de l'album A Momentary Lapse of Reason. Le disque, vendu à plusieurs millions d'exemplaires, fut le premier disque à partir dans l'espace. En effet, des cosmonautes de la station MIR l'avaient emporté avec eux.
Le premier disque est surtout constitué de morceaux de l'album A Momentary Lapse of Reason tandis que le deuxième disque regroupe d'anciens titres du groupe, des années 1970.
Cet album est également sorti en VHS. Sur la version vidéo, juste avant le commencement de One of These Days, on entend l'introduction de Speak to Me. Cette vidéo obtiendra la certification double platine pour 200 000 cassettes VHS vendues aux États-Unis.
L'album se classa notamment à la onzième place du Billboard 200 américain ainsi que dans le classement des albums britanniques. En France, il atteindra la dixième place et sera certifié double disque d'or pour plus de deux cent mille albums vendus.

## Titres
| 1. | Shine On You Crazy Diamond | David Gilmour, Roger Waters, Richard Wright  | 21 août 1988 | 11:53 |
| 2. | Learning to Fly            | Gilmour, Anthony Moore, Bob Ezrin, Jon Carin | 21 août 1988 | 5:27  |
| 3. | Yet Another Movie          | Gilmour, Patrick Leonard                     | 21 août 1988 | 6:21  |
| 4. | Round and Around           | Gilmour                                      | 19 août 1988 | 0:33  |
| 5. | Sorrow                     | Gilmour                                      | 23 août 1988 | 9:28  |
| 6. | The Dogs of War            | Gilmour, Moore                               | 20 août 1988 | 7:18  |
| 7. | On the Turning Away        | Gilmour, Moore                               | 21 août 1988 | 7:58  |

| 1. | One of These Days                  | Gilmour, Nick Mason, Waters, Wright | 22 août 1988 | 6:15 |
| 2. | Time                               | Gilmour, Mason, Waters, Wright      | 19 août 1988 | 5:16 |
| 3. | Wish You Were Here                 | Gilmour, Waters                     | 23 août 1988 | 4:49 |
| 4. | Us and Them                        | Waters, Wright                      | 21 août 1988 | 7:22 |
| 5. | Money                              | Waters                              | 21 août 1988 | 9:52 |
| 6. | Another Brick in the Wall (Part 2) | Waters                              | 21 août 1988 | 5:28 |
| 7. | Comfortably Numb                   | Gilmour, Waters                     | 23 août 1988 | 8:56 |
| 8. | Run Like Hell                      | Gilmour, Waters                     | 19 août 1988 | 7:12 |

## Musiciens
- David Gilmour : guitares, chant
- Nick Mason : batterie
- Richard Wright : claviers, chant sur Time et Comfortably Numb, chœurs

### Musiciens additionnels
- Jon Carin : claviers, programmation, chant sur Comfortably numb, chœurs
- Scott Page : saxophones, guitare
- Guy Pratt : basse, chant sur Another Brick in the Wall (Part 2), Comfortably Numb et Run Like Hell, chœurs
- Tim Renwick : guitares, chœurs
- Gary Wallis : percussions, claviers supplémentaires sur Comfortably Numb
- Rachel Fury, Durga McBroom, Margaret Taylor : chœurs

## Charts et certifications
Charts
| Pays             | Durée du classement | Meilleur classement | Date             |
| ---------------- | ------------------- | ------------------- | ---------------- |
| Allemagne        | 47 semaines         | 5e                  | 27 novembre 2020 |
| Australie        | 19 semaines         | 4e                  | 18 décembre 1988 |
| Autriche         | 4 semaines          | 15e                 | 15 janvier 1989  |
| Belgique (W)     | 15 semaines         | 17e                 | 28 novembre 2020 |
| Belgique (V)     | 8 semaines          | 36e                 | 28 novembre 2020 |
| Espagne          | 3 semaines          | 18e                 | 29 novembre 2020 |
| États-Unis       | 22 semaines         | 11e                 | 14 janvier 1989  |
| Finlande         | 1 semaine           | 16e                 | 23 novembre 2020 |
| France           | 42 semaines         | 10e                 | 18 décembre 1988 |
| Italie           | -                   | 2e                  | 1988             |
| Norvège          | 14 semaines         | 2e                  | 7 décembre 1988  |
| Nouvelle-Zélande | 13 semaines         | 4e                  | 15 janvier 1989  |
| Pays-Bas         | 45 semaines         | 8e                  | 17 décembre 1988 |
| Portugal         | 24 semaines         | 3e                  | 23 novembre 2020 |
| Royaume-Uni      | 16 semaines         | 11e                 | 3 décembre 1988  |
| Suède            | 5 semaines          | 14e                 | 14 décembre 1988 |
| Suisse           | 22 semaines         | 4e                  | 29 janvier 1989  |

Certifications
| Pays             | Ventes      | Certification | Date             |
| ---------------- | ----------- | ------------- | ---------------- |
| Allemagne        | 250 000 +   | Or            | 1989             |
| Autriche         | 25 000 +    | Or            | 10 janvier 1994  |
| Canada           | 200 000 +   | 2 × Platine   | 30 novembre 1988 |
| États-Unis       | 3 000 000 + | 3 × Platine   | 8 septembre 1997 |
| France           | 200 000 +   | 2 × Or        | 1989             |
| Italie           | 25 000 +    | Or            | 2018             |
| Nouvelle-Zélande | 15 000 +    | Platine       | 15 janvier 1989  |
| Pays-Bas         | 50 000 +    | Or            | 1989             |
| Royaume-Uni      | 100 000 +   | Or            | 8 décembre 1988  |
| Suisse           | 50 000 +    | Platine       | 1989             |